# Васильев, Алексей Николаевич (дипломат)
Алексе́й Никола́евич Васи́льев (16 мая 1877 — 30 декабря 1940) — советский дипломат.

## Биография
Член РСДРП с 1904 года.
- С 1 августа 1923 по 29 августа 1925 года — полномочный представитель СССР в Монголии[2].
- В 1925—1926 годах — генеральный консул СССР в Мукдене (Китай).
- С 1926 года — сотрудник Восточного отдела Исполнительного комитета Коммунистического интернационала.
- В 1929—1930 годах — управляющий делами АН СССР.
- В 1935—1936 годах — директор Государственного музея изобразительных искусств[3].

Похоронен на Новодевичьем кладбище (уч. 78).